# Velika nagrada Vila Reala 1937
Velika nagrada Vila Reala 1937 je bila štirinajsta neprvenstvena dirka za Veliko nagrado v sezoni 1937. Odvijala se je 25. julija 1937 v portugalskem mestu Vila Real. 

## Rezultati

### Dirka
| Poz | Št | Dirkač                           | Moštvo    | Dirkalnik        | Krogi | Čas/Odstop   | Št. m. |
| --- | -- | -------------------------------- | --------- | ---------------- | ----- | ------------ | ------ |
| 1   |    | Vasco do Sameiro                 | Privatnik | Alfa Romeo Monza | 30    | 108,081 km/h | 3      |
| 2   |    | Antony Powys-Lybbe               | Privatnik | Alfa Romeo Monza | 30    | 107,958 km/h | 1      |
| 3   |    | Benedicto Lopes                  | Privatnik | Alfa Romeo Monza | 30    | 107,317 km/h | 8      |
| 4   |    | Manuel Cândido Pinto de Oliveira | Privatnik | Ford V8          | 30    |              | 5      |
| 5   |    | Conde de Monte Real              | Privatnik | Bugatti T35C     | 30    |              | 3      |
| 6   |    | Henrique Lehrfeld                | Privatnik | Bugatti T35B     | 30    |              | 9      |
| Ods |    | Manuel Ribas                     | Privatnik | Ford V8          | 30    | Motor        | 7      |
| Ods |    | Teddy Rayson                     | Privatnik | Maserati 4CM     | 11    |              | 2      |
| Ods |    | Francisco Ribeiro Ferreira       | Privatnik | Bugatti T51      |       | Trčenje      | 4      |